# Onrust in Moskou

De ligging van de Rusland in Europa en Azië.

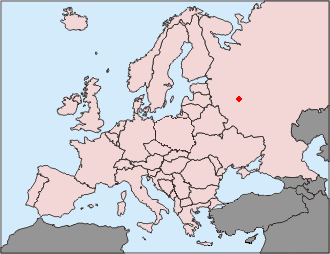
De ligging van de Russische hoofdstad Moskou.

Onrust in Moskou is een spionageroman van auteur Gérard de Villiers en is het 155e deel uit de S.A.S.-reeks met als protagonist de Oostenrijkse prins en freelance CIA-agent Malko Linge.

## Het verhaal
In Rusland wordt de Russische journaliste Machna Ivanova dood aangetroffen. Zij verrichtte een onderzoek naar de financiële handel en wandel van de Russische president Vladimir Poetin omdat al jaren geruchten de ronde doen dat Putin mogelijk corrupt zou kunnen zijn en hiermee een persoonlijk vermogen heeft vergaard dat in de miljarden dollars beloopt.
Ook de Amerikaanse inlichtingendienst CIA heeft een dergelijk onderzoek gelast. Het eventuele geleverde bewijs van de betrokkenheid van Poetin bij corruptiepraktijken wil de Verenigde Staten gebruiken als pressiemiddel tegen Poetin en hiermee Rusland dwingen meer rekening te houden met belangen van de Verenigde Sten en andere Westerse landen.
Het informele onderzoek naar Poetin heeft echter al meerdere CIA-agenten het leven gekost. Malko wordt naar Moskou gezonden om het bewijs van mogelijke corruptie door Poetin definitief te bewijzen.

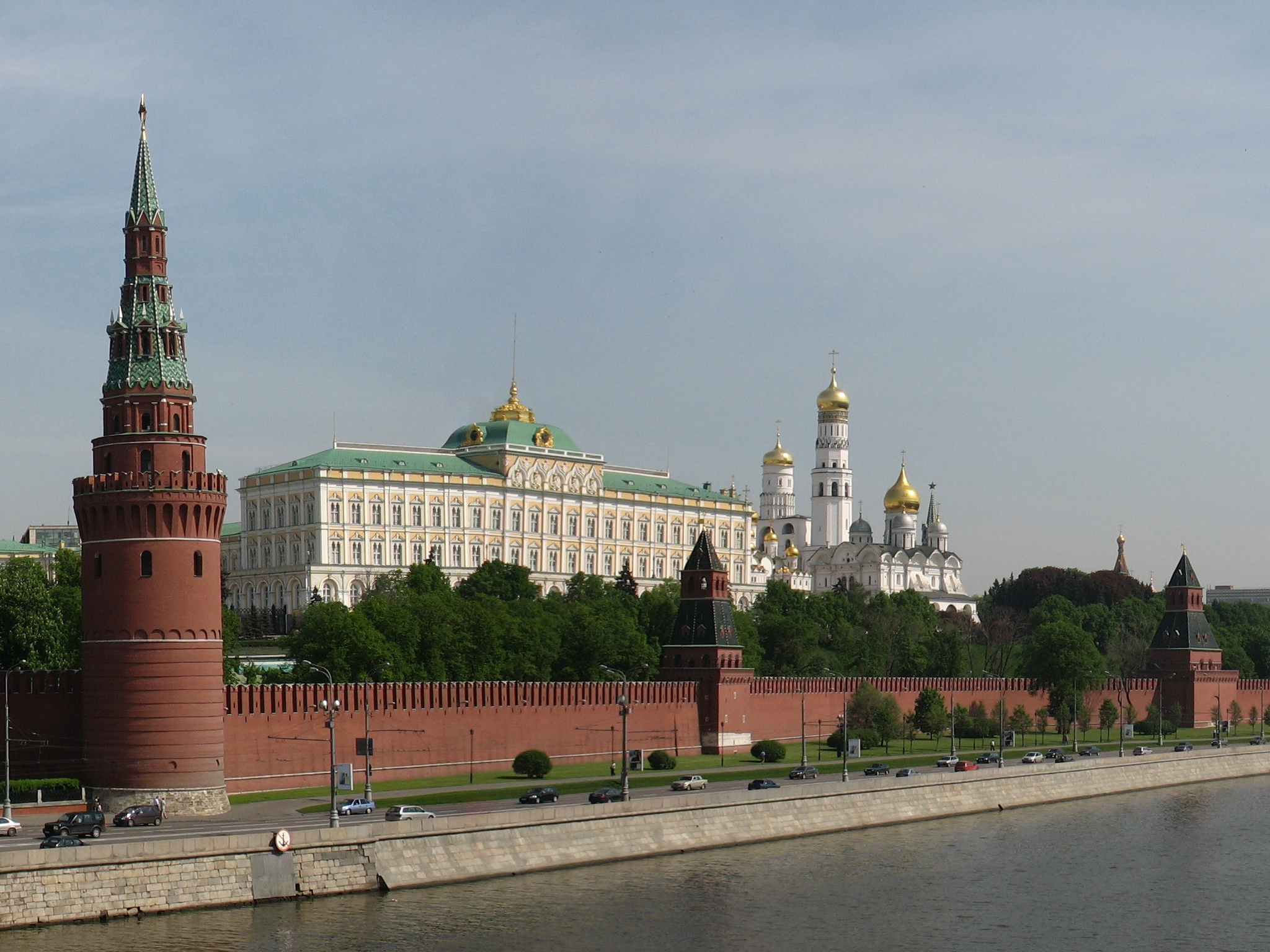
Het Kremlin in Moskou.

## Personages
- Malko Linge, een Oostenrijkse prins en CIA-agent;
- Machna Ivanova, een Russische journaliste.